# Đại Anh (đảo)
Đại Anh (tiếng Anh: Great Britain) là một đảo nằm ở phía tây bắc của châu Âu đại lục. Đây là hòn đảo lớn thứ 9 thế giới, và là đảo lớn nhất quần đảo Anh cũng như châu Âu. Với dân số khoảng 60,0 triệu người vào giữa năm 2009, đây là đảo đông dân thứ ba trên thế giới, chỉ sau Java và Honshu. Đảo Đại Anh có trên 1.000 đảo nhỏ hơn bao quanh. Đảo Ireland nằm ở phía tây của đảo Đại Anh. Về mặt chính trị, "Great Britain" trong tiếng Anh cũng có thể đề cập tới đảo Đại Anh cùng các đảo lân cận hợp thành các xứ Anh, Scotland và Wales.

Toàn bộ đảo Đại Anh là lãnh thổ của quốc gia có chủ quyền Vương quốc Liên hiệp Anh và Bắc Ireland, và hầu hết lãnh thổ của nước Anh là đảo Đại Anh. Hầu hết lãnh thổ của các xứ Anh, Scotland, và Wales nằm trên đảo Đại Anh, và thủ phủ của các xứ cũng nằm trên đảo: tương ứng là Luân Đôn, Edinburgh, và Cardiff.
Vương quốc Đại Anh (Kingdom of Great Britain) là kết quả của sự liên hiệp chính trị giữa Vương quốc Anh (Kingdom of England) và Vương quốc Scotland theo Đạo luật Liên hiệp 1707 vào ngày 1 tháng 5 năm 1707 dưới sự trị vì của Nữ vương Anne I. Năm 1801, theo Đạo luật Liên hiệp 1800, vương quốc này sáp nhập với Vương quốc Ireland để tại thành Vương quốc Liên hiệp Anh và Ireland. Sau Chiến tranh Độc lập Ireland, hầu hết phía nam đảo Ireland ly khai khỏi liên hiệp và trở thành Cộng hoà Ireland. Còn vương quốc trở thành Vương quốc Liên hiệp Anh và Bắc Ireland (United Kingdom of Great Britain and Northern Ireland).
Sự đa dạng về hệ động thực vật trên đảo Đại Anh tương đối hạn chế do kích thước của đảo và do thực tế rằng động vật hoang dã đã có ít cơ hội để phát triển từ thời kỳ băng hà cuối. Mức độ đô thị hóa cao đã góp phần vào việc đảo Đại Anh có một tỉ lệ tuyệt chủng loài cao hơn 100 lần so với tỷ lệ tuyệt chủng chung của Trái Đất.

## Định nghĩa chính trị
Đảo Đại Anh là hòn đảo lớn nhất của Vương quốc Liên hiệp Anh và Bắc Ireland. Về mặt chính trị, đảo Đại Anh (Great Britain) là sự kết hợp của ba xứ England, Scotland và Wales, và không bao gồm Bắc Ireland nằm ở đảo Ireland; Great Britain cũng bao gồm một số hòn đảo ngoài khơi các xứ Anh, Scotland và Wales như đảo Wight, Anglesey, quần đảo Scilly, quần đảo Hebride, và các nhóm đảo Orkney và Shetland. Great Britain không bao gồm đảo Man và Quần đảo Eo Biển và chúng cũng không phải là một phần của Vương quốc Liên hiệp Anh và Bắc Ireland mà là các lãnh thổ phụ thuộc tự trị với hệ thống luật pháp và thuế riêng.
Liên hiệp chính trị giữa hai vương quốc Anh (Kingdom of England) và Scotland đã diễn ra vào năm 1707 khi Đạo luật Liên hiệp 1707 đã thông qua Hiệp ước Liên hiệp năm 1706 và hợp nhất nghị viện của hai nước, tạo thành Vương quốc Anh (Kingdom of Great Britain), bao trùm toàn bộ hòn đảo. Trước đó, một liên minh cá nhân đã tồn tại giữa hai nước kể từ Liên hiệp các vua (Union of the Crowns) dưới thời hai nước có chung một người trị vì là James VI của Scotland và James I của Anh.

## Định nghĩa địa lý
Đảo Đại Anh nằm trong vùng thềm lục địa của châu Âu và nằm ở phía tây bắc của châu Âu đại lục và ở phía đông của đảo Ireland. Đảo Đại Anh tách biệt với lục địa châu Âu qua biển Bắc và eo biển Manche, eo biển này chỉ rộng 34 kilômét (21 mi) tại eo Dover. Hòn đảo trải dài trên 10 vĩ độ, có trục bắc-nam, với diện tích 209.331 km2 (80.823 dặm vuông Anh) nếu không tính tất cả các đảo nhỏ xung quanh. eo biển Bắc, biển Ireland, eo biển St George và biển Celtic phân tách đảo Đại Anh với đảo Ireland ở phía tây. Hòn đảo kết nối về mặt tự nhiên với đại lục châu Âu qua Đường hầm eo biển Manche, đường hầm tàu hỏa dưới biển dài nhất trên thế giới và được hoàn thành vào năm 1993. Về mặt địa lý, hòn đảo có các miền đồng quê thấp và lượn sóng ở phía đông và nam, còn các đồi và núi thì thống trị ở các vùng phía tây và phía bắc. Đảo có trên 1.000 đảo nhỏ hơn bao quanh. Khoảng cách lớn nhất giữa hai điểm trên đảo là 968 km (601,5 mi) (giữa Land's End, Cornwall và John O'Groats, Caithness), hay 1.349 km (838 mi) nếu đi theo mạng lưới xa lộ quốc gia.